# Kosta Runjaic
Kosta Runjaic, auch Kosta Runjaić, (* 4. Juni 1971 in Wien) ist ein deutscher Fußballtrainer. Er trainiert seit Juli 2024 den italienischen Erstligisten Udinese Calcio. 

## Leben
Runjaic, dessen Eltern aus Jugoslawien stammen, wurde 1971 in Wien geboren und wuchs in Rüsselsheim auf, wo er sein Abitur ablegte. Er ist verheiratet und hat drei Kinder.

## Karriere als Trainer

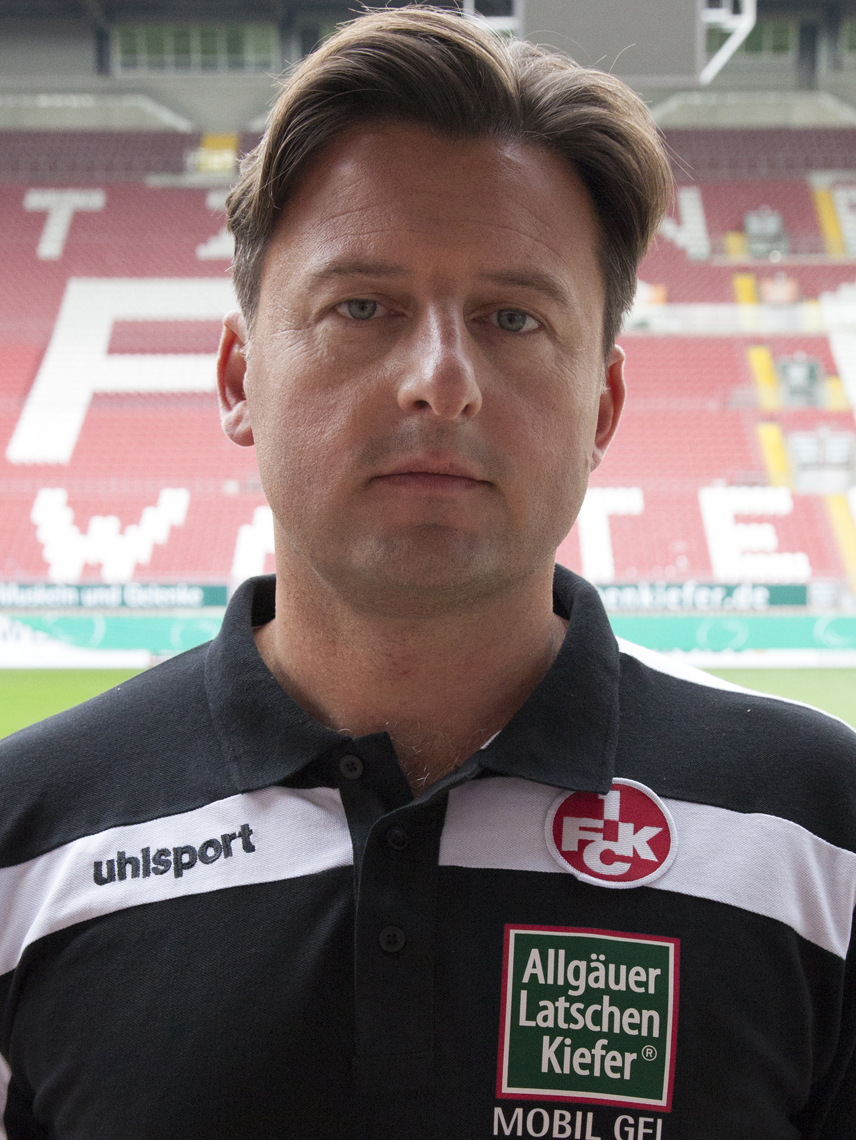
Runjaić (2013)

Nach zwei Jahren als Stützpunkttrainer des DFB wurde er 2004 Trainer der zweiten Mannschaft des 1. FC Kaiserslautern. 2006 wechselte er zunächst als Jugendtrainer zum SV Wehen Wiesbaden, bei dem ihm nach einem Jahr die Verantwortung für die zweite Mannschaft übergeben wurde. Mit dieser stieg er 2008 von der Oberliga Hessen in die Regionalliga Süd auf.
2008 wurde er beim Drittligisten VfR Aalen Co-Trainer unter Jürgen Kohler und nach dessen Rücktritt für ein Spiel Interimstrainer. Unter Kohlers Nachfolger Petrik Sander blieb er Co-Trainer.
Im März 2010 wurde er Nachfolger von Živojin Juškić beim damals abstiegsgefährdeten Regionalligisten SV Darmstadt 98 und erreichte den angestrebten Klassenerhalt. Aufgrund des sportlichen Erfolgs in der nachfolgenden Saison wurde sein Vertrag im März 2011 bis Juni 2012 verlängert. Mit einer neun Spiele andauernden Siegesserie wurde der Grundstein für den Aufstieg in die 3. Liga gelegt.
Am 3. September 2012 wechselte Runjaic als Nachfolger des entlassenen Cheftrainers Oliver Reck zum Zweitligisten MSV Duisburg. Er unterschrieb einen Vertrag bis zum 30. Juni 2014. Kosta Runjaic, der den MSV Duisburg auf dem letzten Tabellenplatz übernommen hatte, gelang es, die Mannschaft zu stabilisieren und den Verein vor dem sportlichen Abstieg zu retten. Nach dem durch wirtschaftliche Probleme verursachten Zwangsabstieg der Duisburger in die 3. Liga am Ende der Saison 2012/13 verließ Runjaic den Verein auf eigenen Wunsch.
Ab 16. September 2013 war er Cheftrainer der Zweitliga-Mannschaft des 1. FC Kaiserslautern. Er trat die Nachfolge des entlassenen Franco Foda und des für zwei Spiele eingesprungenen Interimstrainers Oliver Schäfer an. Nach einem schlechten Start in die Saison 2015/16 mit lediglich zwei Siegen aus acht Spielen trat er am 23. September 2015 zurück.
Runjaic trainierte ab der Saison 2016/17 den TSV 1860 München. Am 22. November 2016 wurde er beurlaubt.
Am 6. November 2017 wurde Runjaic als neuer Trainer von Pogoń Stettin vorgestellt. Nach einer überaus erfolgreichen Zeit, in der er Stettin aus den Abstiegsrängen bis in die Spitzengruppe der Ekstraklasa führte, wechselte er zur Saison 2022/23 zum Ligarivalen Legia Warschau.
Am 9. April 2024 trennte sich Legia Warschau von ihm.
Zur Saison 2024/25 wurde er als Nachfolger von Fabio Cannavaro Cheftrainer bei Udinese Calcio.

## Erfolge als Trainer
- 2008: Aufstieg in die Regionalliga Süd (mit dem SV Wehen Wiesbaden II)
- 2011: Meister der Regionalliga Süd, Aufstieg in die 3. Liga (mit dem SV Darmstadt 98)
- 2023 Polnischer Pokalsieger (mit Legia Warschau)